# Brooklyn Morse Dry Dock
Brooklyn Morse Dry Dock was een Amerikaanse voetbalclub uit New York. De club speelde één seizoen in de National Association Football League.